# Mat Zo
Matan "Mat Zo" Zohar, né le 30 avril 1990 à Londres, au Royaume-Uni est un producteur, compositeur et DJ de musique électronique britannique.

## Vie et carrière
Matan Zohar est né à Londres, Angleterre en 1990. Il a été élevé par sa mère qui était une violoniste professionnelle. Âgé d'un à onze ans, Zohar et sa famille vécurent dans la ville de Cleveland, Ohio aux États-Unis. C'est à l'âge de 8 ans que son père offre à Zohar une guitare en cadeau. À onze ans, il retourne à Londres et poursuit ses intérêts musicaux comme batteur et bassistes comme membre de groupe de jazz et de rock, respectivement. Cependant, Zohar devint davantage intéressé dans des formations musicales telles que Daft Punk et les Chemical Brothers, ses inclinaisons musicales se redirigeant alors vers la musique dance électronique et le DJing. Après trois ans à vivre et produire de la musique à Londres, ses enregistrements commencèrent à gagner en attention et temps d'écoute grâce à d'autres DJ, tels que DJ Tarkan, Perry O'neil, Swedish Egil, DJ R-Man, Jav D, Micah, Airwave, Andy Moor et Markus Schulz. Dans la publication 2009 du sondage top-100 de DJ Magazine, il est décrit, par les formations musicales Above & Beyond, Lange et Daniel Kandi, comme étant un producteur prometteur. Dans la publication 2010 du top 100 DJ Mag, Mat Zo obtenait une première présence à la 66e position,,.

## Productions
- Mat Zo "Exodus" Original Mix / Relysis Remix
- Mat Zo "No Hassle" Original Mix / Progressexual Mix: Blue Room Project
- Mat Zo "Foot And Mouth EP"
- Mat Zo "Clovers & Acid / What's Left In My Snorty" Original Mixes
- Mat Zo "Rush / Defined" Original Mixes
- Mat Zo "Lucky Strike / Synapse Dynamics" Original Mixes
- Mat Zo "Aurus / The Price Of Oil" Original Mixes
- Mat Zo "Nuclear Fusion" Original Mix / Rex Mundi Remix
- Mat Zo "Equinox / Subaquatic Dream" Original Mixes
- Mat Zo "Fractal Universe / This Is Reality" Original Mixes
- Mat Zo "Default / Rush 2009" Original Mixes
- Mat Zo "Near The End / Land Of The Free"  Original Mixes
- Mat Zo "24 Hours" Original Mix / Oliver Smith Remix
- Mat Zo "24 Hours" Rank 1 Remix
- Mat Zo "The Lost / The Found" Original Mixes
- Mat Zo "Back In Time / Millenia" Original Mixes
- Arty & Mat Zo "Rebound" Original Mix / Radio Edit
- Mat Zo "Superman" Original Mix / Mike Koglin Remix
- Mat Zo & Chuck D "Pyramid Scheme" Original Mix / Branchez Remix
- Mat Zo & Arty "Mozart" Original Mix
- Mat Zo & Porter Robinson "Easy" Original Mix / Radio Edit
- Mat Zo "Bipolar" Original Mix
- Mat Zo "Synapse Dynamics" Original Mix / Arty Remix
- Mat Zo "Lucid Dreams" Original Mix

## Remix
- Activa pres. Solar Movement "Eclipse" Original Mix / Mat Zo Remix
- DJ Tiesto "Driving To Heaven" Mat Zo Remix
- Lange feat. Emma Hewitt "Live Forever" Mat Zo Remix
- Soliquid "Music Is For Rich People" Mat Zo Remix
- Waterspark "Fairway" Mat Zo Remix
- U2 "Beautiful Day"  Mat Zo Remix
- Mark Pledger vs. Matt Hardwick feat. Melinda Gareh "Fallen Tides" Mat Zo Vocal Remix
- Activa pres. Solar Movement "Eclipse" Mat Zo Remix
- Signalrunners "Recoil" Mat Zo Remix
- Above & Beyond feat. Richard Bedford "Thing Called Love" Mat Zo Remix
- Josh Gabriel pres. Winter Kills "Deep Down" Mat Zo Remix
- Sunny Lax "P.U.M.A." Mat Zo Remix
- Tritonal "Lifted" Mat Zo Remix
- Kyau & Albert "Be There 4 U" Mat Zo Remix
- Ellie Goulding "Burn" Mat Zo Remix
- The M Machine "When It's Goe" Mat Zo Remix
- Carmen Twillie "Circle of Life (dans le Roi Lion)" Mat Zo Remix

## Albums
- Damage Control (2013)
- Self Assemble (2016)
- Illusion Of Depth (2020)